# Manuel Lopes Lobo
Manuel Lopes Lobo foi um governador colonial português.

## Biografia
Fidalgo Cavaleiro da Casa Real por Alvará de D. João V de Portugal de 27 de Janeiro de 1722, foi duas vezes, 32.º e 35.º Capitão-Mor de Cacheu, de 17?? a c. 1721 e de 1727? a 1730?, e Cavaleiro Professo da Ordem de Cristo.

## Casamento e descendência
Casou com Úrsula Maria Josefa de Sá, com descendência.